# Lee Ho-jin
Lee Ho-jin (coreano: 이호진; nacido el 9 de marzo de 1983) es un futbolista surcoreano que juega como defensa. En la actualidad se encuentra en el Insee-Police United, cedido por el JJK de Finlandia. También ha jugado en España en el Racing de Santander y en Incheon United de Corea del Sur.

## Trayectoria
Fichó por el Racing de Santander en febrero de 2006, pero sufrió varias lesiones. Debutó el 24 de mayo de ese mismo año en el último encuentro de la Liga 2005-2006 ante el Villarreal en El Madrigal. El conjunto cántabro decidió no contar con él y lo traspaso al Incheon United. 
Realizó una prueba con el Haka finlandés, que quiso ficharlo para el lateral izquierdo, pero no firmó. En marzo de 2009 fichó por el JKK de Finlandia, que posteriormente le cedió al Jyväskylä Blackbird en el mes de agosto.

## Selección nacional
Lee Ho-jin ha sido internacional sub-21 por Corea del Sur en 7 ocasiones. Disputó el Mundial de la categoría en el año 2003.